# نشان افتخار شیر و خورشید

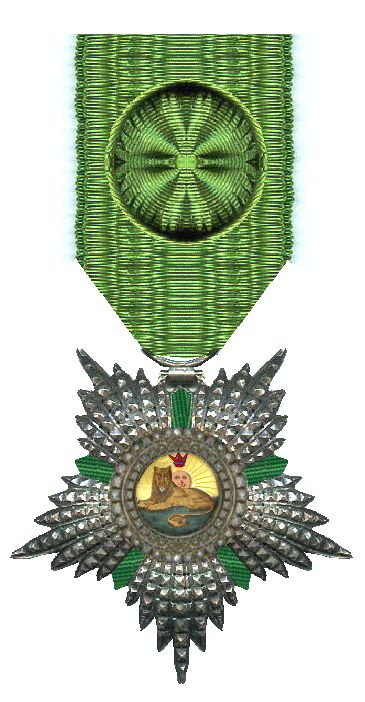
یک نمونه از نشان‌های «شیر و خورشید»

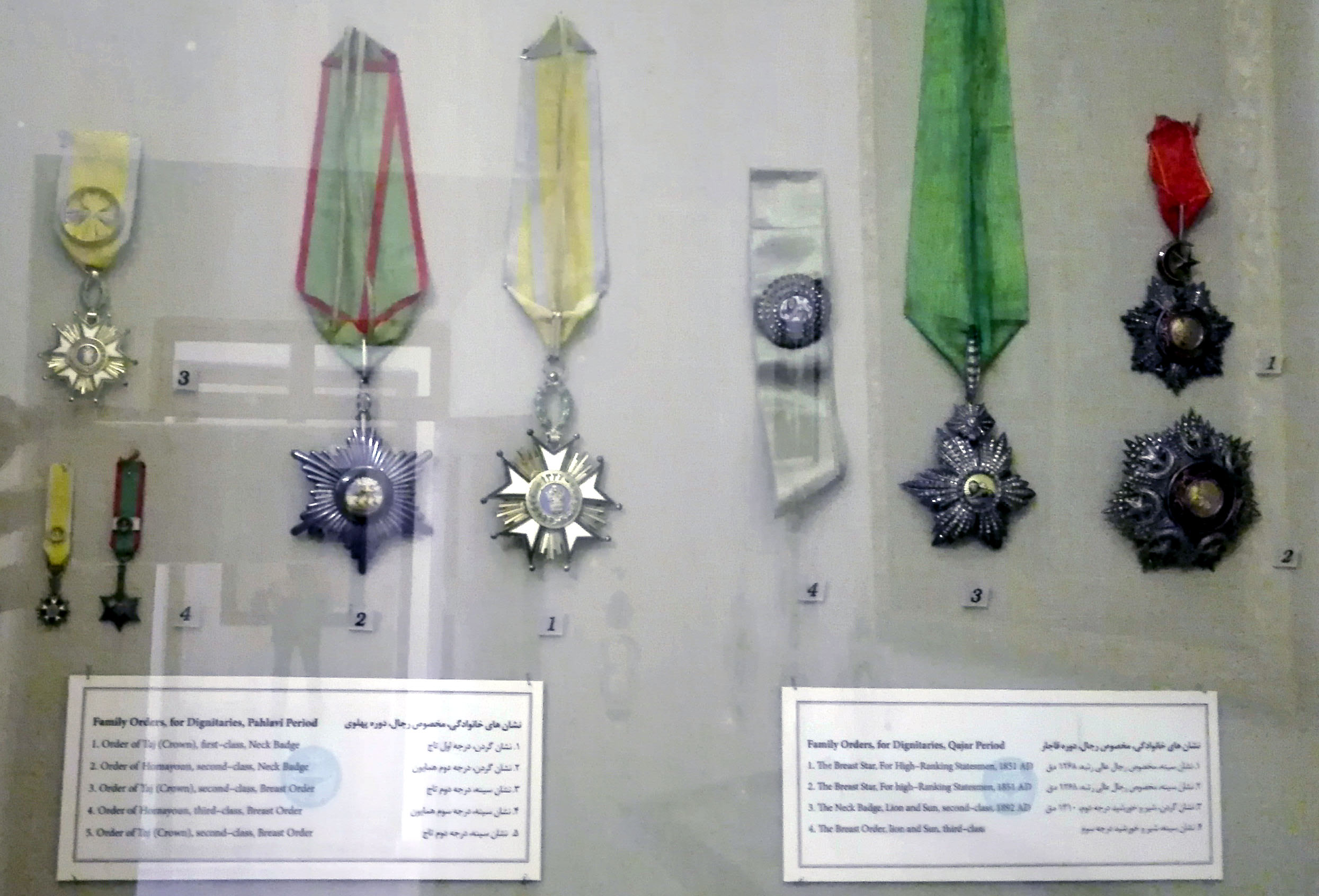
نشان‌ها شیر و خورشید (دومی از راست با آویز سبز) در موزه مقدم در تهران

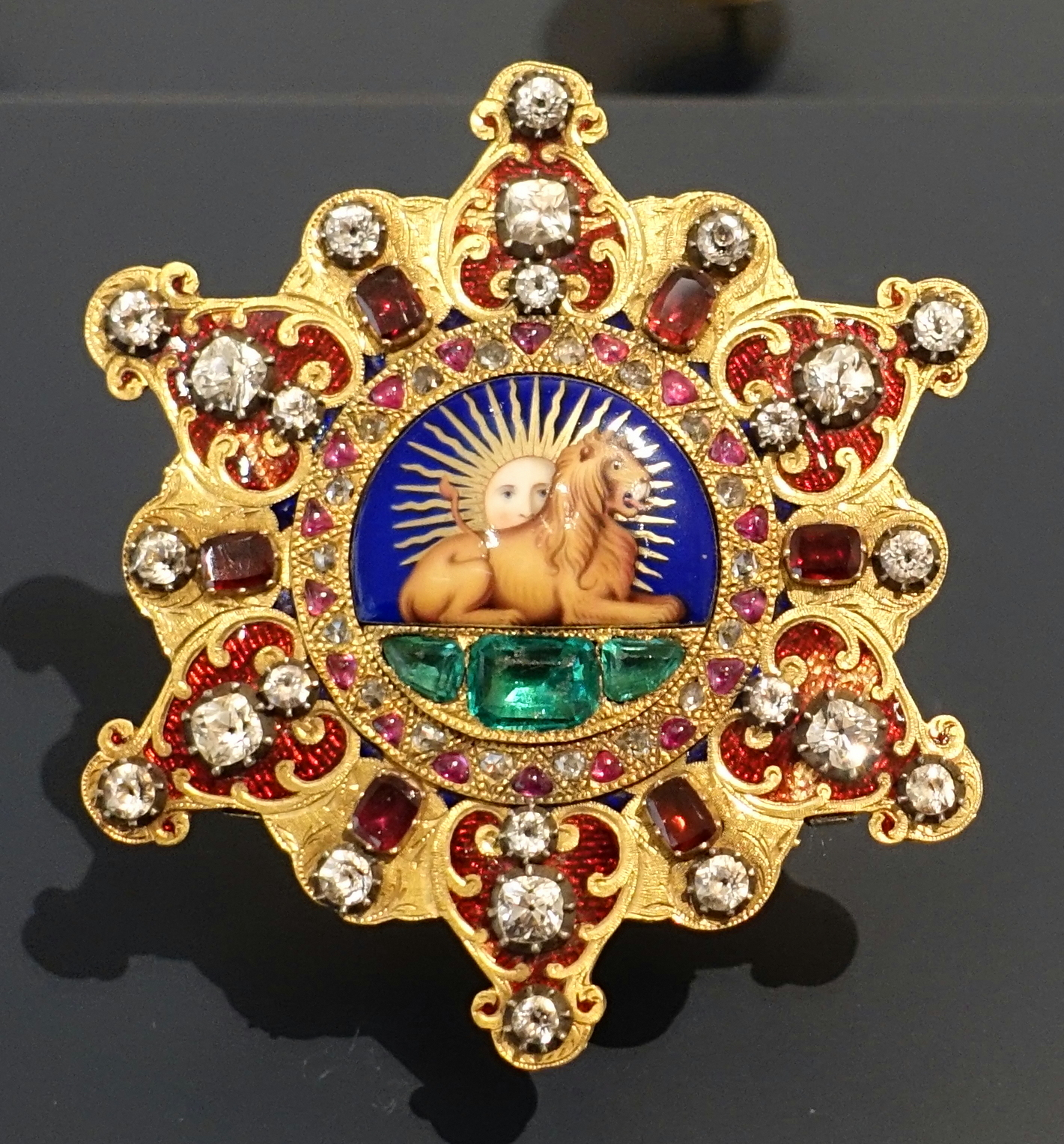
یک نمونه از نشان‌های «شیر و خورشید» ایران در موزه آقاخان در تورنتو در کانادا

نشان افتخار شیر و خورشید یکی از نشان‌های افتخاری دولتی در دورهٔ قاجار و دورهٔ پهلوی در ایران بود.